# Aleksandar Čavrić
Aleksandar Čavrić [aleksandar čavrič] (srbskou cyrilicí Александар Чаврић; * 18. května 1994, Vukovar) je slovenský fotbalový útočník či záložník a bývalý mládežnický reprezentant Srbska narozený v Chorvatsku, od ledna 2024 hráč japonského týmu Kašima Antlers. V zahraničí působil na klubové úrovni v Belgii a  Dánsku.

## Klubová kariéra

### FK Banat Zrenjanin

#### Sezóna 2010/11
Svoji fotbalovou kariéru začal v srbském Banatu Zrenjanin, jehož je odchovanec. V průběhu jarní části sezony 2010/11 se propracoval do seniorské kategorie. Ligovou premiéru v dresu klubu si odbyl 15. 6. 2011 ve 34. kole proti týmu FK Mladi radnik Požarevac. Na hřiště přišel na poslední čtyři minuty, ale porážce v poměru 2:4 na půdě soupeře nezabránil.

#### Sezóna 2011/12
Svůj první ligový gól zaznamenal ve 12. kole hraném 22. října 2011 v souboji s mužstvem FK Radnički Niš, branku dal ve 41. minutě a Banat nakonec zvítězil venku 3:2. Celkem v sezoně nastoupil v lize k deseti utkáním, v dalších čtyřech byl pouze na lavičce náhradníků. Na jaře 2012 s klubem bojoval o záchranu ve druhé nejvyšší srbské lize, která se zdařila.

### OFK Bělehrad

#### Sezóna 2012/13
Před ročníkem 2012/13 Banat opustil a stal se novou posilou týmu OFK Bělehrad. V dresu mužstva debutoval v první srbské lize 11. 8. 2012 v úvodním kole proti klubu FK Donji Srem, na hrací plochu přišel v 60. minutě. Bělehrad podlehl svému rivalovi na domácím stadionu v poměru 0:1, když inkasoval v 89. minutě.

#### Sezóna 2013/14
Poprvé v sezoně skóroval 2. listopadu 2013 v souboji s Javorem Ivanjica (výhra 3:1), prosadil se v 58. minutě a zvyšoval na 2:0. Svůj druhý přesný zásah si připsal ve 14. kole, když dal jediný gól Bělehradu v souboji s týmem FK Crvena zvezda (prohra 1:2). Následně se trefil i v dalším kole, když v 59. minutě otevřel skóre zápasu proti mužstvu FK Donji Srem. Střetnutí nakonec skončilo remízou 1:1. Své čtvrté branky docílil v 17. kole hraném 1. 3. 2014 v souboji se Spartakem Subotica (remíza 1:1). 22. března 2014 skóroval ve 25. minutě proti klubu FK Radnički Niš, ale prohře v poměru 1:2 nezabránil. Pošesté a posedmé se trefil ve 4. a 47. minutě do sítě týmu FK Radnički 1923 a měl velkou zásluhu na vítězství 3:1 na hřisti soupeře. V rozmezí 26.-28. kola skóroval celkem čtyřikrát, když dal dvě branky v odvetě proti Javoru Ivanjica (výhra 2:1), po jednom přesném zásahu si připsal v soubojích s mužstvy FK Jagodina (výhra 2:0). a FK Napredak Kruševac (výhra 2:1). S 11 brankami v lize se stal nejlepším kanonýrem OFK Bělehradu a třetím nejlepším střelcem Srbské SuperLigy.

#### Sezóna 2014/15
Na podzim 2014 si připsal pouze čtyři starty v nejvyšší soutěži, jelikož v srpnu odešel. Celkem se prosadil třikrát, nejprve se trefil 23. 8. 2014 v 8. a 30. minutě v souboji s klubem FK Napredak Kruševac (výhra 4:2) a následně dal gól v následujícím čtvrtém kole proti týmu FK Novi Pazar. Bělehrad vyhrál v tomto utkání doma 3:2.

### KRC Genk
V roce 2014 přestoupil za 1,5 milionů € do Belgie, kde podepsal kontrakt s mužstvem KRC Genk. V dresu Genku si připsal první ligový start v osmém kole hraném 20. září 2014 proti klubu Mouscron-Péruwelz, na hrací plochu přišel sedm minut před konce zápasu a podílel se na vítězství 2:1 na půdě protivníka. V říjnu 2014 o jeho služby projevil zájem italský celek FC Inter Milán, ale transfer se nakonec nezrealizoval. V týmu se příliš neprosadil, během roku odehrál 18 střetnutí v lize a jen v šesti případech nastoupil od první minuty.

### Aarhus GF (hostování)
V srpnu 2015 odešel kvůli většímu zápasovému vytížení na hostování do dánského celku Aarhus GF. Ligový debut za mužstvo absolvoval 18. 9. 2015 v devátém kole v souboji s klubem SønderjyskE (prohra 1:2) na trávník přišel v 69. minutě. Svůj první a zároveň jediný přesný zásah zaznamenal v 18. kole proti týmu FC Midtjylland a podílel se na konečné domácí výhře 2:1. S mužstvem došel až do finále dánského poháru, kde nehrál. Jeho spoluhráči podlehli klubu FC Kodaň v poměru 1:2 a tuto trofej nezískali. V létě 2016 se vrátil do Genku.

### ŠK Slovan Bratislava
V průběhu ročníku 2016/17 přestoupil z Genku na Slovensko, kde podepsal čtyřletý kontrakt se Slovanem Bratislava. V mužstvu se sešel s koučem Vladimirem Radenkovičem, který Čavriće vedl jako asistent trenéra v srbské reprezentaci do 21 let.

#### Sezóna 2016/17
První ligový zápas za Slovan odehrál v 8. kole hraném 10. září 2016 v souboji se Spartakem Myjava (prohra 1:2), když v 58. minutě vystřídal Granwalda Scotta. Jelikož se Myjava po podzimu 2016 odhlásila z ligy, výsledek byl anulován. Čavrićův start však zůstal v platnosti. Poprvé v dresu Slovanu skóroval při svém třetím ligovému utkání v duelu se Zemplínem Michalovce, když v 19. minutě otevřel skóre střetnutí a pomohl k výhře 3:1. Svoji druhou branku dal ve 27. minutě souboje s klubem FO ŽP ŠPORT Podbrezová, Slovan vyhrál na domácím trávníku v poměru 2:0. Následně se trefil v odvetě se Zemplínem Michalovce, když 5. 3. 2017 ve 22. kole zvyšoval na rozdíl třídy. Slovan nakonec soupeře porazil stejně jako v prvním vzájemném duelu, tedy v poměru 3:1. Počtvrté v ročníku se gólově prosadil ve 29. kole na hřišti Spartaku Trnava (výhra 3:0), když ve 29. minutě po přihrávce Róberta Vitteka otevřel skóre střetnutí. Čavrić nastoupil poprvé po třech ligových zápasech, kdy nehrál z důvodu zranění. 1. května 2017 se se Slovanem představil na stadionu NTC Poprad ve finále domácího poháru a gólem ze 62. minuty zápasu se podílel na zisku trofeje po výhře v poměru 3:0 nad tehdy druholigovým týmem MFK Skalica.

#### Sezóna 2017/18
Se Slovanem postoupil přes arménské mužstvo FC Pjunik Jerevan (výhry 4:1 a 5:0) do druhého předkola Evropské ligy UEFA 2017/18, kde bratislavský klub vypadl po prohrách 0:1 a 1:2 s týmem Lyngby BK z Dánska. Svůj první ligový gól v sezoně vsítil v pátém kole hraném 19. 8. 2017 v derby proti Spartaku Trnava (výhra 2:1), trefil se ve 30. minutě. Podruhé a potřetí v ročníku skóroval v následujícím kole v souboji s mužstvem FK Železiarne Podbrezová, Slovan porazil soupeře doma v poměru 4:1. Svoji čtvrtou branku v sezoně zaznamenal 21. 10. 2017 v duelu s ViOnem Zlaté Moravce – Vráble, ale prohře 2:3 na hřišti soupeře nezabránil. Popáté v ročníku se střelecky prosadil v souboji se Zemplínem Michalovce, když v 74. minutě srovnal stav utkání na konečných 1:1. Další přesné střelecké zásahy přidal v následujícím 21. kole hraném 24. února 2018 proti týmu MŠK Žilina, když zaznamenal hattrick a výraznou měrou se podílel v souboji o druhé místo tabulky na vysoké vítězství 6:0. Svoji devátou ligovou branku v sezoně vsítil v souboji s Ružomberokem, když dal ve 49. minutě jediný a tudíž vítězný gól střetnutí. Podesáté skóroval v zápase hraném 22. 4. 2018 proti mužstvu AS Trenčín (výhra 3:1), v 55. minutě zvyšoval na průběžných 3:0. 1. května 2018 nastoupil za Slovan ve finále slovenského poháru hraného v Trnavě proti celku MFK Ružomberok, "belasí" porazili svého soupeře v poměru 3:1 a obhájili tak zisk této trofeje z předešlého ročníku 2016/17. Pojedenácté a podvanácté skóroval ve 32. kole v odvetě se Žilinou (výhra 3:2), trefil se ve 33. a v 56. minutě. 21. 5. 2018 byl stejně jako jeho spoluhráč Boris Sekulić zvolen do nejlepší jedenáctky sezony 2017/18 Fortuna ligy.

#### Sezóna 2018/19
Se Slovanem postoupil přes moldavský klub FC Milsami Orhei (výhry 4:2 a 5:0) a tým Balzan FC z Malty (prohra 1:2 a výhra 3:1) do třetího předkola Evropské ligy UEFA 2018/19, v němž "belasí" vypadli po výhře 2:1 a prohře 0:4 s rakouským celkem Rapid Vídeň. V předkolech EL dal jednu branku, když skóroval v odvetě s Balzanem. Svůj první ligový gól v sezoně zaznamenal 22. 9. 2018 v souboji s mužstvem ŠKF iClinic Sereď (výhra 2:1), prosadil se ve 21. minutě. Podruhé v ročníku se trefil 3. listopadu 2018 v 67. minutě z pokutového kopu a podílel se na vysoké domácí výhře 6:0 nad Zemplínem Michalovce. Následně se prosadil v zápase s Dunajskou Stredou (výhra 3:1), když ve 47. minutě otevřel na domácím stadionu skóre utkání. Svůj čtvrtý přesný zásah v ročníku si připsal ve třetím kole nadstavbové části v odvetě s Michalovcemi (výhra 4:1), když v 79. minutě zvyšoval na 3:1. Se Slovanem získal 14. 4. 2019 po výhře 3:0 nad mužstvem MŠK Žilina šest kol před koncem sezony mistrovský titul. 25. května 2019 byl stejně jako jeho spoluhráči Dominik Greif, Vasil Božikov, Marin Ljubičić, Moha a Andraž Šporar zvolen do nejlepší jedenáctky ročníku 2018/19 Fortuna ligy, pro Čvriće to byla druhá účast v řadě.

#### Sezóna 2019/20
S "belasými" se představil v prvním předkole Ligy mistrů UEFA 2019/2020 proti černohorskému celku FK Sutjeska Nikšić a po vypadnutím s tímto soupeřem byl jeho tým přesunut do předkol Evropské ligy UEFA 2019/2020, kde se Slovanem postoupil přes kosovské mužstvo KF Feronikeli (výhry doma 2:1 a venku 2:0), klub Dundalk FC z Irska (výhry doma 1:0 a venku 3:1) a řecký tým PAOK Soluň (výhra doma 1:0 a prohra venku 2:3) do skupinové fáze. Se Slovanem Bratislava byli zařazen do základní skupiny K, kde se střetli s mužstvy Beşiktaş JK (Turecko), SC Braga (Portugalsko) a Wolverhampton Wanderers FC (Anglie). Čavrić však neodehrál ve skupinové fázi žádné utkání, "belasí" skončili v tabulce na třetím místě a do jarního play-off nepostoupili. V pohárové Evropě jednou skóroval, trefil se v odvetě s Dundalkem.
Poprvé v sezoně v lize se trefil v úvodním kole 20. 7. 2019 v souboji s klubem FK Pohronie (výhra 3:1), když v 9. minutě otevřel skóre utkání. Svoji druhou branku v ročníku zaznamenal 3. srpna 2019 proti týmu FK Senica, když v 63. minutě zvyšoval na konečných 3:0. Se Slovanem obhájil titul z předešlé sezony 2018/19. S "belasými" ve stejném ročníku triumfoval i ve slovenském poháru a získal tak s mužstvem „double“.

#### Sezóna 2020/21
Za Slovan odehrál zápas druhého předkola Evropské ligy UEFA 2020/21 proti finskému klubu Kuopion Palloseura, se kterým po prohře 1:2 po penaltovém rozstřelu společně se svými spoluhráči ze soutěže vypadl. Poprvé a podruhé v sezóně skóroval v osmém kole v souboji s týmem MFK Ružomberok (výhra 5:0), síť soupeřovy branky rozvlnil ve 24. a v 47. minutě. V průběhu jarní části ročníku zaznamenal svůj jubilejní stý ligový zápas v dresu Slovanu Bratislava. Svůj třetí gól v ročníku vsítil po přihrávce Jurije Medveděva v prvním kole nadstavby (celkově ve 23.) hraném 14. 3. 2021 proti mužstvu AS Trenčín a podílel se na vysoké výhře Slovanu 6:2 na hřišti soupeře. Na jaře 2021 vybojoval se Slovanem již třetí ligový primát v řadě. Zároveň s klubem získal podruhé za sebou po výhře 2:1 po prodloužení nad celkem MŠK Žilina domácí pohár a týmu pomohl poprvé v jeho historii k obhájení doublu.

#### Sezóna 2021/22
Se Slovanem postoupili přes Shamrock Rovers z Irska (výhra 2:0 doma a prohra 1:2 venku) do druhého předkola Ligy mistrů UEFA 2021/22 a v něm vypadli se spoluhráči se švýcarským mužstvem BSC Young Boys z Bernu po domácí remíze 0:0 a venkovní prohře 2:3. Následně byli se slovenským klubem přesunuti do předkol Evropské ligy UEFA 2021/22, kde s ním nejprve vyřadili ve třetím předkole Lincoln Red Imps FC z Gibraltaru (výhra 3:1 venku a remíza 1:1 doma), avšak ve čtvrtém předkole - play-off s ním nepřešli přes řecký tým Olympiakos Pireus (prohra 0:3 venku a remíza 2:2 doma) do skupinové fáze této soutěže. Se spoluhráči však byli zařazeni do základní skupiny F Evropské konferenční ligy UEFA 2021/22, kde v konfrontaci se soupeři: FC Kodaň (Dánsko) - (prohry doma 1:3 a venku 0:2), PAOK Soluň (Řecko) - (remízy venku 1:1 a doma 0:0) a stejně jako v kvalifikaci s Lincolnem Red Imps - (výhry doma 2:0 a venku 4:1) skončili na třetím místě tabulky, což na postup do jarní vyřazovací fáze nestačilo. Čavrić celkově v této sezóně pohárové Evropy nastoupil ke 13 zápasům, ve kterých se jednou přesně prosadil, a to v odvetě skupinové fáze s Lincolnem. 
Svoji první branku v sezoně vsítil ve čtvrtém kole proti Zemplínu Michalovce (výhra 3:1), když v úvodní minutě zápasu otevřel skóre. Podruhé v ročníku se prosadil ve 49. minutě v souboji s ViOnem Zlaté Moravce – Vráble (výhra 4:1). Svůj třetí gól v ročníku zaznamenal 1. května 2022, kdy jedinou brankou zápasu rozhodl v úvodní minutě derby se Spartakem Trnava. V sezoně 2021/22 pomohl svému zaměstnavateli již ke čtvrtému titulu v řadě, což Slovan dokázal jako první v historii slovenského fotbalu.

#### Sezóna 2022/23
V létě 2022 uzavřel se Slovanem novou tříletou smlouvu, ačkoliv měl údajně nabídku z Polska z Legie Warszawa. Se Slovanem postoupili po domácí remíze 0:0 a venkovním vítězství 2:1 po prodloužení přes Dinamo Batumi z Gruzie do druhého předkola Ligy mistrů UEFA 2022/23, v němž však nestačili po výhře 2:1 venku a prohře 1:4 doma na maďarský celek Ferencvárosi TC z hlavního města Budapešti. Následně nepřešli ani po přesunu do třetího předkola Evropské ligy UEFA 2022/23 přes Olympiakos Pireus z Řecka (remíza 1:1 venku a prohra 2:3 doma po penaltovém rozstřelu), avšak se spoluhráči hráli ještě ve čtvrtém předkole - play-off Evropské konferenční ligy UEFA 2022/23 proti bosenskému mužstvu HŠK Zrinjski Mostar, kde po venkovní prohře 0:1 a výhře 3:1 po rozstřelu z pokutových kopů vybojovali postup do skupinové fáze této soutěže. Se Slovanem Bratislava byli zařazeni do základní skupiny H, kde v konfrontaci se soupeři: FC Basilej (Švýcarsko) - (výhra 2:0 venku a remíza 3:3 doma), FK Žalgiris (Litva) - (remíza 0:0 doma a výhra 2:1 venku) a FC Pjunik Jerevan (Arménie) - (prohra 0:2 venku a výhra 2:1 doma) s ním postoupili se ziskem 11 bodů jako vítěz skupiny poprvé v novodobé historii Slovanu do jarní vyřazovací fáze některé evropské pohárové soutěže. V ní ale se Slovanem vypadli po penaltovém rozstřelu v osmifinále s Basilejí. Čavrič v tomto ročníku pohárové Evropy nastoupil k 16 utkáním, ve kterých se čtyřikrát střelecky prosadil, když dal po jedné brance v každém duelu s Basilejí v základní skupině a dva góly vsítil ve střetnutí se Žalgirisem.
Poprvé v sezoně v lize si připsal branku v pátém kole proti Tatranu Liptovský Mikuláš (výhra 5:1), když ve 13. minutě otevřel skóre zápasu. Svůj druhý a třetí gól v ročníku dal v souboji se Žilinou, skóroval ve druhé a čtvrté minutě a výrazně se podílel na domácím vítězství 3:1 nad tímto soupeřem. Počtvrté v sezoně skóroval v 15. kole v souboji s klubem MFK Skalica (výhra 4:1), když ve 45. minutě zvyšoval na 3:0. Následně se střelecky prosadil v odvetě se Žilinou při prohře 1:4. Svůj šestý a sedmý ligový gól v ročníku zaznamenal 24. 11. 2022 v souboji s ViOnem Zlaté Moravce – Vráble (výhra 4:1). Poosmé v sezoně se trefil v derby se Spartakem Trnava (výhra 4:1), když ve 37. minutě zvyšoval na průběžných 2:0. V rozmezí 26.-29. kola v dubnu 2023 si připsal celkem pět branek, když se dvakrát prosadil ve čtvrtém vzájemném ligovém zápase s Žilinou (výhra 4:2) a po jednom gólu dal v odvetných utkáních s kluby FC DAC 1904 Dunajská Streda (výhra 2:1), MFK Dukla Banská Bystrica (výhra 4:0) a FC Spartak Trnava (výhra 1:0). Svoji čtrnáctou a patnáctou branku v lize v tomto ročníku vsítil v dalším utkání s Banskou Bystricou při výhře 2:1. V tabulce střelců skončil společně s Róbertem Polievkou (tehdy Dukla Banská Bystrica) na druhém místě dva góly za vítězným Nikolou Krstovićem v té době hrajícím za DAC Dunajskou Stredu. Na konci sezony získal se Slovanem Bratislava titul, který byl pro tým již historicky pátý v řadě.

#### Sezóna 2023/24
Se Slovanem postoupili přes lucemburské mužstvo FC Swift Hesper (remíza 1:1 doma a výhra 2:0 venku) a celek HŠK Zrinjski Mostar z Bosny a Hercegoviny (výhra 1:0 venku a remíza 2:2 doma) do třetího předkola Ligy mistrů UEFA 2023/2024, ve kterém vypadli po prohrách 1:2 doma a 1:3 venku s izraelským klubem Makabi Haifa FC a byli přesunuti do čtvrtého předkola - play-off Evropské ligy UEFA 2023/2024, ve kterém nepostoupili po domácí výhře 2:1 a prohře 2:6 venku přes tým Aris Limassol FC z Kypru a kvalifikovali se tak do skupinové fáze Evropské Konferenční ligy UEFA 2023/2024. Se Slovanem Bratislava byli zařazeni do základní skupiny A, kde v konfrontaci s mužstvy Lille OSC (Francie) - (prohra 1:2 venku a remíza 1:1 doma), NK Olimpija Lublaň (Slovinsko) - (výhra 1:0 venku a prohra 1:2 doma) a KÍ Klaksvík (Faerské ostrovy) - (výhry doma i venku 2:1). skončili se ziskem deseti bodů na druhém místě tabulky a podruhé za sebou postoupili do jarní vyřazovací části této soutěže. V ní si však Čavrić kvůli zimnímu odchodu nezahrál, celkově tak v této sezoně pohárové Evropy nastoupil ke 13 zápasům, ve kterých dal pět branek, konkrétně v odvetě s Mostarem, v úvodních duelech s Klaksvíkem a Lublaní a v obou utkáních s Lille.
Poprvé v ročníku dal gól v lize 27. září 2023 v dohrávce pátého kola s Ružomberokem (výhra 2:1), když v 58. minutě otevřel střelecký účet střetnutí. V rozmezí 8. 10. až 4. 11. 2023 se šestkrát střelecky prosadil, když zaznamenal dvě branky proti Zemplínu Michalovce (výhra 5:1) a po jednom gólu vstřelil do sítí klubů AS Trenčín (výhra 2:0), FC Spartak Trnava (výhra 2:1), FC Košice (výhra 4:0) a MFK Dukla Banská Bystrica (výhra 4:1). Svoji osmou a devátou ligovou branku v sezoně zaznamenal 9. 12. 2023 v souboji s týmem FK Železiarne Podbrezová v 18. a 51. minutě (druhý z penalty) a podílel se na vysoké venkovní výhře 6:0. V jarní části ročníku 2023/2024 získal Slovan Bratislava svůj šestý ligový titul v řadě a celkově jubilejní 30. v historii mužstva, na jehož zisku se Čavrić částečně podílel.

### Kašima Antlers (hostování)

#### Sezóna 2024
V zimním přestupovém období sezony 2023/2024 o něj projevilo zájem několik celků ze zahraničí. V lednu 2024 následně zamířil ze Slovanu hostovat s opcí na přestup do japonského kluby Kašima Antlers. Debut v lize si připsal v úvodním kole ročníku hraném 23. února 2024 proti celku Nagoja Grampus (výhra 3:0), když odehrál 69 minut a dal gól na 2:0. Podruhé v ročníku skóroval ve čtvrtém kole v souboji s týmem Kawasaki Frontale (výhra 2:1), když ve 47. minutě srovnával na průběžných 1:1. Svoji třetí a čtvrtou branku v sezoně vsítil proti mužstvům Šónan Bellmare (výhra 3:1) a Kašiwa Reysol (výhra 2:1). Popáté v ročníku se prosadil 15. 5. 2024 v souboji s celkem Sanfrecce Hirošima, když v 84. minutě zvyšoval na konečných 3:1. Následně si připsal gól proti klubu Hokkaidó Consadole Sapporo při výhře 3:0 venku. Svoji sedmou branku v lize v této sezoně vstřelil 30. června 2024 ve 21. kole v souboji s týmem Vissel Kóbe (prohra 1:3). Na konci podzimu jej pronásledovaly časté zdravotní problémy, absolvoval i artrospokii kotníku.

#### Sezóna 2025
V lednu 2025 se jeho hostování kvůli povinnému předkupnímu právu změnilo v přestup.

## Klubové statistiky
Aktuální k 18. prosinci 2024
| Sezona    | Klub                   | Soutěž       | Zápasy | Góly |
| --------- | ---------------------- | ------------ | ------ | ---- |
| 2010/2011 | FK Banat Zrenjanin     | 1. liga      | 1      | 0    |
| 2011/2012 | FK Banat Zrenjanin     | 1. liga      | 10     | 1    |
| 2012/2013 | OFK Bělehrad           | SuperLiga    | 20     | 0    |
| 2013/2014 | OFK Bělehrad           | SuperLiga    | 30     | 11   |
| 2014/2015 | OFK Bělehrad           | SuperLiga    | 4      | 3    |
| 2014/2015 | KRC Genk               | Jupiler PL   | 16     | 0    |
| 2015/2016 | KRC Genk               | Jupiler PL   | 2      | 0    |
| 2015/2016 | Aarhus GF (host.)      | Superligaen  | 19     | 1    |
| 2016/2017 | KRC Genk               | Jupiler PL   | 0      | 0    |
| 2016/2017 | ŠK Slovan Bratislava   | Fortuna liga | 19     | 4    |
| 2017/2018 | ŠK Slovan Bratislava   | Fortuna liga | 26     | 12   |
| 2018/2019 | ŠK Slovan Bratislava   | Fortuna liga | 27     | 4    |
| 2019/2020 | ŠK Slovan Bratislava   | Fortuna liga | 7      | 2    |
| 2020/2021 | ŠK Slovan Bratislava   | Fortuna liga | 30     | 3    |
| 2021/2022 | ŠK Slovan Bratislava   | Fortuna liga | 24     | 3    |
| 2022/2023 | ŠK Slovan Bratislava   | Fortuna liga | 30     | 15   |
| 2023/2024 | ŠK Slovan Bratislava   | Niké liga    | 15     | 9    |
| 2024      | Kašima Antlers (host.) | MY J1 League | 25     | 7    |
| 2025      | Kašima Antlers         | MY J1 League |        |      |

## Reprezentační kariéra
Čavrić je bývalý mládežnický reprezentant Srbska. V minulosti nastupoval za mládežnický výběr U19, se kterým se zúčastnil dvou Mistrovství Evropy a na ME 2013 získal se Srbskem zlaté medaile.
V letech 2014-2017 reprezentoval Srbsko v kategorii do 21 let. Zúčastnil se mj. Mistrovství Evropy hráčů do 21 let 2015 konaného v Praze, Olomouci a Uherském Hradišti, kde byli mladí Srbové vyřazeni již v základní skupině. Se Srbskem U21 postoupil i na Mistrovství Evropy hráčů do 21 let 2017 v Polsku, po výhře 2:0 a prohře 0:1 nad výběrem Norska do 21 let slavili Srbové postup přes baráž. Se srbskou reprezentací do 21 let se představil na EURU 2017, kde byl tým nalosován do skupiny B společně s Portugalskem, Makedonií a Španělskem. V prvním zápase s reprezentací Portugalska (prohra 0:2) se Čavrić zranil a po prvním poločase musel odstoupit. V dalším střetnutí Srbové bez Čavriće remizovali 2:2 s Makedonií, následně podlehli 0:1 reprezentaci Španělska a na turnaji skončili.